# Tumannyj
Tumannyj è una cittadina della Russia europea settentrionale, situata nella oblast' di Murmansk; appartiene amministrativamente al rajon Kol'skij.
Sorge nella parte settentrionale della oblast', sul medio corso del fiume Voron'ja, non lontana dalla costa del mare di Barents.